# بنو طرود
قبيلة الطرود او بني طرود وهي قبيلة عربية قيسية وأحد بطون قبيلة فهم وكانوا في الجاهلية من اهل نجد وهاجروا الى شمال افريقيا في القرن الرابع الهجري وسكنوا شرق الجزائر في أيام التغريبة الهلالية منهم الشاعر النجدي الفصيح أعشى طرود.

## النسب
يعود نسب قبيلة الطرود في الجزائر الى:
- طرود بن سعد بن فهم بن عمرو بن قيس عيلان بن مضر بن نزار بن معد بن عدنان.

وهم أحد بطون فهم القيسية وكانوا في الجاهلية وصدر الإسلام يعيشون في منطقة نجد وسط الجزيرة العربية قبل هجرتهم الى المغرب العربي وسكنهم في مناطق الجزائر وافريقية
قال ابن خلدون.
| بنو طرود | ومن بني فهم بن عمرو فيما ذكر البيهقي بنو طرود بن سعد بن فهم بطن متسع كانوا بأرض نجد، وكان منهم الأعشى (الشاعر الجاهلي) وليس منهم الآن بها أحد { في نجد }، وبإفريقية – يقصد تونس وشرق الجزائر – لهذا العهد حي يظعنون مع سليم ورياح، وانقضى الكلام في بني عمرو بن قيس | بنو طرود |

## أخبارهم
كانوا أول أمرهم  في طرابلس ونواحيها (ليبيا)، ثم انتقل جمهورهم نحو البلاد التونسية، ليستقروا أخيرا في نواحي عقلة الطرودي وبودخان والميتة أواخر القرن السابع الهجري (690 هـ – 1592 م)، أما دخولهم واستقرارهم في واحة الوادي (وادي سوف) فكان في حدود 800 هـ (1398 م) حين استقرت قبيلة أولاد أحمد بقرب سيدي مستور الذي هاجر قبلهم من المغرب ونزل قرب تكسبت القديمة. وعمروا تلك الأراضي واستولوا عليها وتكاثروا فيها بعدما أزاحوا من فيها من قبائل سليم وبقايا البربر فعرفت بهم. واشتهر الطرود في واد سوف بعدما ناصروا الدولة الشابية في تونس فكانوا من  القبائل القوية التي ناصرت الأمير عرفة الشابي (مؤسس الدولة الشابية بتونس وشرق الجزائر)
 وقد جندها هو بنفسه وأقحمها في دعوته ودولته، ودأبوا على زيارة عرفة، وبعد ذلك زارهم في مواطنهم بواد سوف، وقام بإرشادهم، وعينن لهم مقدمين من بينهم لتوجيههم كما ذكر تلميذه  (بنور الطرودي)، فقد ساهمت قبيلة الطرود مساهمة فعالة في نصرة الدولة الشابية وجندوا ثمانمائة فارس، وأعدوا خمس مائة فرس، والتحقوا بجيش الأمير عرفة الشابي، وحين وافوه قال لهم كلمته المشهورة «يا طرود من نصرتموه انتصر، ومن كسرتموه انكسر، قليلكم كثير وكثيركم لا حدّ له»، وحافظت الدولة الشابية على علاقات متميزة بينها وبين قبيلة طرود وفروعها في الصحراء الشرقية رغم المنافرة التي كانت تبديها طرود أحيانا، قد سجل لنا العدواني مؤرخ واد سوف والطريقة الشابية مسيرة قبيلة الطرود مع الدعوة الشابية بصورة جلية.

## فروعهم
تتفرع إلى عدد الفرجان الشبابطة العزازلة شعانبة طرود القرافين الشعابنة زيد حامد زبدة مبارك نصر سعود شوية غنام البكري بوضياف حميدة عايش فارح موسى قايد المصاعبةمن الفروع والعروش منها:
| - الفرجان - الشبابطة - العزازلة - شعانبة طرود - القرافين - الشعابنة - زيد - حامد - زبدة - مبارك - نصر | - سعود - شوية - غنام - البكري - بوضياف - حميدة - عايش - فارح - موسى - قايد - المصاعبة |

## وادي سوف
وادي سوف، مركبة من كلمتين «وادي» و«سوف»، ويعطي هذا الاسم عدة دلالات تتوافق مع طبيعة المنطقة وخصائصها الاجتماعية والتاريخية.
- معنى كلمة واد: وادي الماء الذي كان يجري قديما في هذه الصحراء وهو نهر صحراوي قديم غطي مجراه الآن بالرمال، وقد ذكر العوامر أن قبيلة «طرود» العربية لما قدمت للمنطقة في حدود 690 هـ / 1292 م أطلقوا عليه اسم الوادي، والذي استمر في الجريان حتى القرن 8 هـ/ 14 م. وقيل أن قبيلة طرود لما دخلت هذه الأرض وشاهدت كيف تسوق الرياح التراب في هذه المنطقة، قالوا: إن تراب هذا المحل كالوادي في الجريان لا ينقطع.